# Església Parroquial d'Odiáxere
L'Església Parroquial d'Odiáxere és un edifici religiós dins del municipi de Lagos, a Portugal.

## Caracterització
L'edifici presenta una arquitectura predominantment barroca, amb un portal principal, d'estil manuelí, formant un arc decorat amb motius entrellaçats.
El cos, d'una sola nau, és rectangular, amb capçalera quadrangular. A la paret del fons hi ha un arc triomfal ple, flanquejat per dos altars, mentre que la capella major, amb un sostre de fusta formant un perfil de volta de bressol, conté un retaule de talla daurada, amb columnes salomòniques.(1)

### Situació
L'església es troba al carrer de Sâo João i a la plaça da Liberdade, al centre de la localitat d'Odiáxere.

### Classificació i protecció
Aquest monument està classificat com a Immoble d'Interés Públic, segons el Decret núm. 2/96, DR núm. 56, de 6 de març del 1996.

## Història
L'església fou construïda entre els segles XV i xvi, i ha sofert obres d'ampliació i remodelació a l'interior el 1677, quan s'hi instal·là el revestiment de taulells. En la primera meitat del segle xviii se'n construí el retaule i alguns panells de taulells, i al s. XIX l'edifici fou novament modificat: se'n reconstruí la torre i se n'alterà la façana.(2)